# Odynerus cenii
Odynerus cenii är en stekelart som beskrevs av Giordani Soika. Odynerus cenii ingår i släktet lergetingar, och familjen Eumenidae. Inga underarter finns listade i Catalogue of Life.